# 小行星6460
小行星6460（6460 Bassano）是一颗绕太阳运转的小行星，为主小行星带小行星。该小行星于1992年10月26日发现。

## 轨道参数
小行星6460的轨道半长轴为2.2578764 UA，离心率为0.106。